# 중국의 문신
타투(중국어: 刺青; 병음: cì qīng)는 중국에서 오랜 역사를 가지고 있다. 중국어로 문신(纹身)은 "몸에 잉크를 새긴다"는 의미를 지닌다. 문신은 역사서, 왕조의 형법, 지괴소설(기이한 이야기를 다룬 소설), 비기(잡기) 작품, 그리고 『상서』와 같은 초기 산문 등 다양한 고대 중국 문헌에 등장한다.
중국 문신 디자인은 크게 세 가지 주요 범주로 나눌 수 있다.:
첫째, 중국 화풍 (중국 전통 붓그림) 스타일
둘째, 중국 사실주의 회화 스타일
셋째, "수채화 뿌림(수채화의 번짐 효과)"(水彩泼墨) 스타일
이 세 가지 스타일 모두 중국의 전통 색채를 강하게 드러내는 것이 특징이다.

## 역사

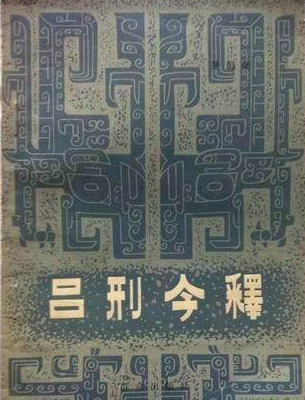
뤼싱(Lü Xing)은 법적 원칙, 사법 제도 및 속죄를 기록한 고대 중국 책이다.

문신은 고대 상(商)나라 시기부터 기록되어 있다. 주나라에서 도망친 태백(太伯)과 중용(仲雍)이 오나라를 세우기 전에 양쯔강 삼각주 지역의 경만(荊蠻)족에게 받아들여지기 위해 머리카락을 자르고 몸에 문신을 했다는 기록이 전해진다.
유교 맥락에서, 기원전 4세기 또는 3세기경에 쓰인 『효경(孝經)』에서 공자는 제자 증자에게 “너의 몸, 머리카락, 피부는 모두 부모로부터 받은 것이니 감히 훼손하거나 파괴해서는 안 된다. 이것이 효도의 시작이다.”라고 말한다. 이 가르침은 주로 머리카락을 길게 유지할 것을 권장하고, 대부분의 상황에서 자살을 금지하는 의미로 해석되지만, 일반적으로는 문신을 하는 것 또한 부모와 조상에 대한 불경으로 간주하여 금지하는 의미로 받아들여져 왔다.
한족의 문신 문화는 당나라 시기에 역사적으로 가장 발전했으나, 이후 송나라에 이르러 점차 주류 사회에서 거부되기 시작했다. 원나라(몽골 지배기) 시기에는 문신이 지하 문화로 숨어들었고, 명나라와 청나라(만주족 지배기) 시대를 거치면서 점차 그 인기가 줄어들었다. 중국에서는 이러한 문신 문화가 수천 년 동안 전해져 왔다.
문신을 벌로 사용하는 초기 사례는 고대 중국 문헌인 『상서(尚書)』의 한 장인 『여형(呂刑)』에서 찾아볼 수 있다. 『여형』은 서주(西周) 시대의 법 원칙, 사법 제도, 속죄 방식 등을 설명한 장이다. 주나라 무왕(周穆王)은 제후 여후(吕侯)에게 『여형』을 제정하도록 명했다. 이 문헌에는 고대 중국 관리들이 범죄자에게 내리던 다섯 가지 주요 형벌, 즉 ‘오형(五刑)’이 기록되어 있다. 이 중 첫 번째이자 가장 가벼운 형벌이 바로 범죄자의 얼굴에 지워지지 않는 먹으로 문신을 새기는 것이었다. 이 형벌은 ‘묵(墨)’ 또는 ‘형(黥)’이라고 불렸으며, 이후에는 ‘묵형(墨刑)’ 또는 ‘입묵(入墨)’으로도 불렸다.
청형(Chinese script needed, 흔히 '얼굴에 낙인찍기'로 알려짐)은 진(秦)나라 이전부터 범죄자의 얼굴에 문신을 새기는 형벌로 사용되어 왔다.
고대 중국의 고전 문학에는 여러 종류의 문신이 등장한다. 예를 들어, 몸 전체에 문신을 새기는 ‘누신(镂身)’, ‘자청(扎青)’, ‘점청(点青)’, 그리고 ‘조청(雕青, 새기기)’ 등이 있다. 때로는 문신이 경고의 의미로 사용되기도 했는데, 예를 들어 ‘악모자자(岳母刺字, 악비의 어머니가 그의 등에 글자를 새긴 이야기)’와 같은 사례가 있다. 시간이 흐르면서 문신은 점차 개인 장식의 한 형태가 되었다. 예를 들어, 16세기 사대기서 중 하나인 『수호전』에는 문신을 한 중요한 인물들이 최소 세 명 등장한다. 그들은 화족 승려 노지심, 구문룡 시진, 그리고 방탕아 연청이다.

### 언어적 기원
문(文; wén)자는 한자의 여섯 가지 분류(六书, liùshū) 중 가장 오래된 ‘상형문자’로, 그 기원은 갑골문에서 볼 수 있다. 갑골문에서 문(文)자는 서 있는 사람의 형상을 닮았는데, 위쪽 끝이 머리, 그 아래가 좌우로 뻗은 팔, 맨 아래가 두 다리다. 일부 예에서는 가슴 중앙에 다양한 무늬가 그려져 있기도 하다.
청동기 명문 속의 문(文)자는 갑골문과 거의 동일한 형태를 유지한다. 소전(小篆)에서는 가슴의 무늬가 생략되고, 예서(隸書)로 변화하면서 점차 추상화되어 오늘날의 문자와 비슷한 형태가 되었다.
문(文)의 초기 의미 중 하나는 ‘교차된 무늬’ 또는 ‘얽힌 그림’이었다. 동사로 쓰일 때는 피부에 무늬나 도안을 새긴다는 뜻, 즉 문신(紋身)으로 해석된다. 예를 들어 ‘문필장(文笔匠; 작가, 서예가)’이나 ‘문신단발(文身断发; 문신과 머리카락을 자름)’ 같은 용례가 있다. 『예기·왕제(礼记·王制)』에서는 다음과 같이 기록되어 있다:
| 东方曰夷，被发文身，有不火食者矣。 |

"동쪽 지방을 ‘이(夷)’라 한다. 그들은 머리를 풀어헤치고(被发), 몸에 문신을 새기며(文身), 불을 사용해 음식을 익혀 먹지 않는(有不火食者) 사람들도 있다."
여기서 문(文)은 ‘문신’을 의미한다. 이후 세대에서는 이 뜻을 다른 의미와 구분하기 위해 실(絲) 변(纟)을 더해 ‘무늬’나 ‘문신’을 뜻하는 纹(紋; wén)이라는 글자가 만들어졌다.

### 더룽족(Derung) 문화
더룽족(独龙族)은 중국에서 인구가 가장 적은 소수민족 중 하나로, 윈난성 북서부의 가오리공산 자연보호구와 삼대강 병류 세계유산지구에 거주한다. 이들은 집단혼, 애니미즘 등 독특한 전통을 유지하고 있으며, 특히 더룽족 여성의 얼굴 문신은 중국에서 ‘마지막 문신 여성’으로 불릴 만큼 희귀한 문화유산이다.
더룽족 소녀는 전통적으로 12세가 되면 성인식을 겸해 얼굴에 문신을 새긴다. 문신 과정은 대나무 막대로 숯가루로 눈썹, 코, 뺨, 입 주위에 독특한 무늬를 그린 뒤, 가시나 바늘로 무늬를 따라 찔러 피를 닦아내고 재나 풀즙을 상처에 바른다. 바늘 자국이 작기 때문에 문신이 완성되기까지 최소 10일이 걸린다. 딱지가 떨어지면 얼굴에 영구적으로 푸르고 보라색의 문신이 남는다.
문신 무늬는 더룽족의 씨족이나 거주 지역에 따라 다르며, 상류 지역 여성은 얼굴 전체에, 하류 지역 여성은 코 주변과 입술, 턱에만 문신을 새긴다. 이 전통은 외부 침입자들로부터 여성들을 보호하거나, 미의 기준, 혹은 토템 신앙과 관련된 것으로 해석된다. 1949년 이후 점차 사라졌으며, 현재는 극소수의 고령 여성만이 얼굴 문신을 유지하고 있다.
더룽족 여성의 얼굴 문신 풍습에는 세 가지 기원설이 있다.
1. 역사적으로 티베트 족장(西藏土司) 차와룽(察瓦龙)이 매년 더룽족에게 조공을 요구했다. 조공을 바치지 못하면 더룽족 여성들이 고향에서 끌려가 노예가 되었다. 이에 여성들은 납치를 피하기 위해 뺨에 솥 연기를 칠하거나 얼굴에 문신을 새기는 등 자해와 소극적 자기구제 방법을 사용해 납치범들을 겁주었다. 시간이 흐르면서 얼굴에 문신을 새기는 풍습이 자리 잡게 되었다.
2. 이 풍습은 한때 존재했던 더룽족만의 독특한 토템 신앙과 관련이 있었을 수도 있다. 그러나 이 신앙은 현재 사라졌다.
3. 혹은 이 풍습이 미(美)의 상징에서 유래했을 수도 있다. 현재 ‘마지막 문신 여성’으로 알려진 이들은 극소수만 남아 있으며, 이들은 점차 사라져가는 두룽강(独龙江)의 ‘보물’로 여겨진다.

이 중 첫 번째 설이 가장 유력하다. 지난 2~3백 년 동안 티베트 토사와 리수족 노예주들이 더룽족 지역에 지속적으로 침입해 더룽족을 가혹하게 착취하고 수탈해왔다.

## 고대 중국에서의 중요성
고대에는 문신이 아름다움, 부족 정체성, 사회적 위계, 동맹 등 다양한 풍습과 의미와 연관되어 있었다.
원시 시대부터 사람들은 미용이나 적을 위협하기 위해 몸과 얼굴에 흰 진흙이나 숯으로 선을 그었다. 점토, 기름, 식물즙 등도 몸에 바르면 약리적 또는 생리적 효과가 있다고 여겨 사용되었다. 예를 들어, 고대 읍루(挹娄) 사람들은 “겨울에 돼지 기름을 몸에 발라 추위를 막았다”(冬以豕膏涂身以御风寒)고 전해진다. 이러한 풍습은 점차 아름다움과도 연결되었다.
전투나 사냥에서 남은 상처의 흉터는 여성들에게 용맹하고 위대한 남성의 상징으로 여겨져, 신체 장식이 유행하게 되었다.
일부 경우에는 피부에 토템 동물 그림을 그리기도 했다. 이러한 토템 무늬는 부족의 조상이나 상징적 동물을 나타냈고, 부족 정체성과 밀접하게 연결되었다. 예를 들어, 고대 월(越)족은 몸에 문신을 새기는 것으로 유명하다. 한 부족에서는 용 무늬가 악어에서 유래했을 수 있는데, 사람들이 악어를 두려워하고 숭배했기 때문이다. 또 다른 풍습으로는 “문신으로 교룡(蛟龙)의 해를 피한다”(文身以避蛟龙之害)는 것이 고대 문헌에 기록되어 있다.
선사시대에 문신은 성인식을 통한 성적 권리와도 관련이 있었다. 문신은 종종 성인식과 연결되어, 성인이 되었음을 의미하고 성관계가 가능함을 상징했다. 이는 해당 사회가 일정한 성적 연령 기준을 두고 있었음을 시사한다.

## 현대 중국에서 중요성

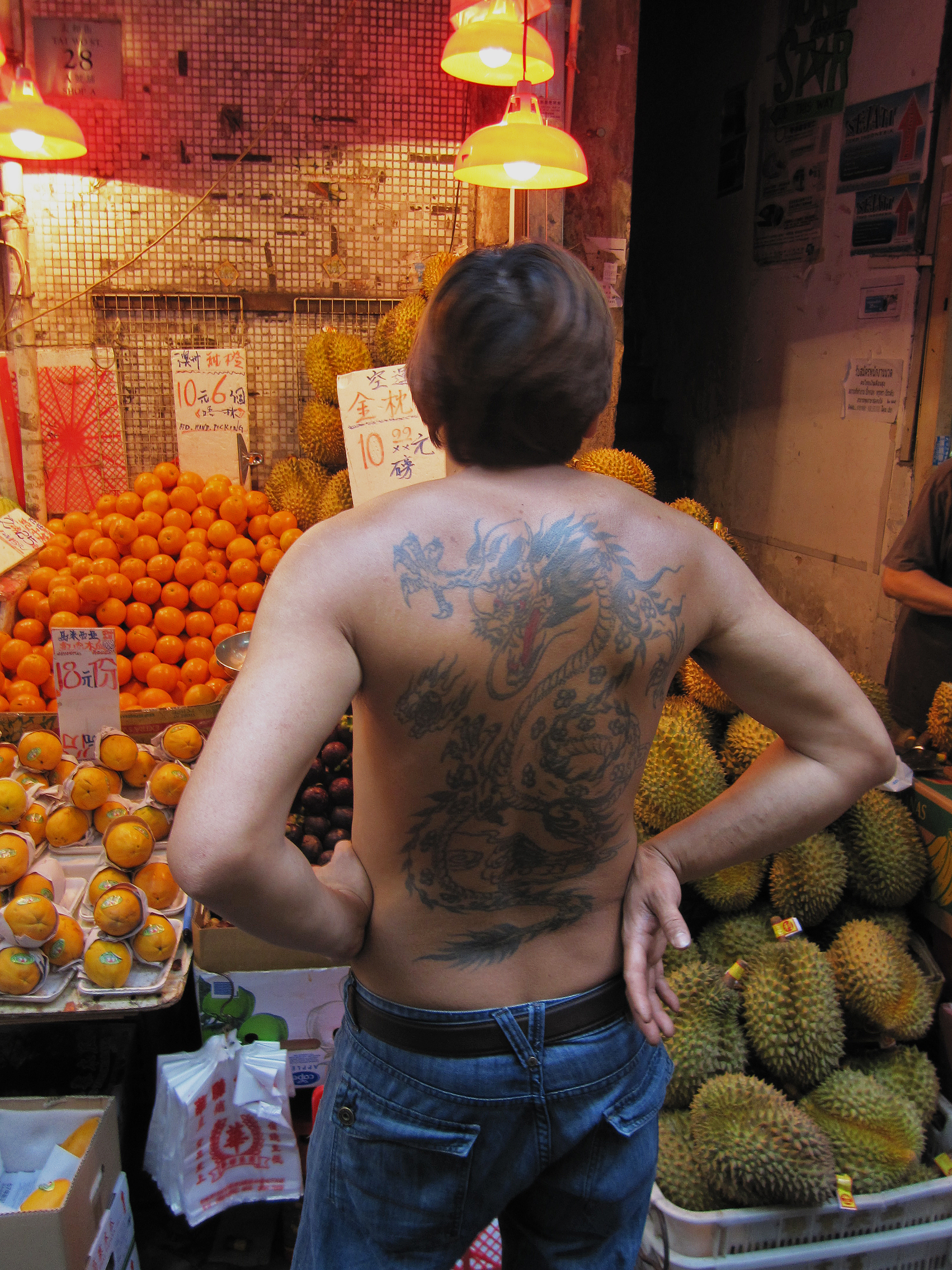
홍콩에서 타투를 한 사람

묵형(墨刑, 범죄자의 얼굴에 문신을 새기는 형벌) 풍습은 오래전에 사라졌지만, 중국에는 여전히 문신이 나쁜 사람의 상징이라는 전통적 인식이 남아 있다. 문신이 여전히 범죄 조직이나 깡패들 사이에서 사용되기 때문에, 문신에 대한 사회적 낙인은 더욱 심화되고 있다.
일부 집단에서는 문신이 용기나 사회적 인정을 의미하기도 한다. 범죄 조직에서는 문신이 조직원임을 입증하는 일종의 시험이 되기도 한다. 이로 인해 문신과 범죄 집단 사이에 연관성이 생겼다. 현대 홍콩에서는 조직폭력배들이 보통 왼팔에는 청룡, 오른팔에는 백호 문신을 새기는데, 이로 인해 “좌청룡, 우백호(左青龙,右白虎)”라는 말이 범죄 조직을 상징하게 되었다.
중국 경제 개혁 초기의 영화와 TV에서는, 암흑가, 악의 세력, 사회악을 대표하는 인물들이 종종 몸에 문신을 하고 등장했다. 특히 1996년 홍콩 영화 <영웅본색>에서 반항적인 캐릭터 산지(山鸡)와 하오난(浩南)이 대중문화에서 큰 인기를 끌었고, 이들이 상반신에 문신을 하고 마체테를 들고 있는 이미지가 널리 퍼졌다. 영화(그리고 TV 선전)의 영향으로, 이 시기 문신은 거의 암흑가와 동의어로 여겨졌으며, 따라서 주류 사회에서 더욱 존중받지 못하는 존재가 되었다.
또한, 문신이 부정적으로 인식되는 이유는 문신이 전통적인 유교 사상과 정면으로 배치되기 때문이다.
| 身体发肤，受之父母，不敢毁伤，孝之始也 |

"몸과 머리카락, 피부는 모두 부모에게서 받은 것이니, 감히 훼손하지 않는 것이 효도의 시작이다."
이는 곧, 몸을 소중히 여기는 것이 부모를 소중히 여기는 것과 같다는 의미이다.
머리카락이나 손톱조차도 빠진 것을 모아 잘 보관해야 한다고 여겼으니, 피부를 훼손하는 문신은 말할 것도 없다. 심지어 유학자들의 눈에는 문신도은 오랑캐들이나 하는 일로 여겨졌다. 이처럼 문신에 비판적인 유교 문화의 영향 아래, 문신은 중국인들의 눈에 ‘비주류’이자 ‘대안적’인 것으로 간주되었다.
하지만 최근 수십 년 사이, 문신에 대한 수용도는 훨씬 높아졌다. 중국 경제가 발전하고, 문신 기술이 발달하며, 외국 문화가 유입되면서, 국내 사회의 문신에 대한 태도는 과거에 비해 훨씬 관대해졌다. 문신 애호가들은 협회를 만들고 정기적으로 전시회를 연다. 문신 도안은 사회적 예술 작품으로 여겨지고, 유명 문신가는 예술가로 인정받기도 한다. 사회학자나 인류학자 중에도 이 문신 문화를 대중적 시각에서 연구하는 이들이 있다. 특히 개방 환경에서 성장한 80, 90년대생 세대에게 문신은 새로운 의미를 갖게 되었고, 더 이상 부정적 의미만을 지니지 않는다. 이제 문신은 단순한 신분 구분을 넘어, 기념, 자기 표현, 신념, 미, 패션 등 개인적 의미를 가지게 되었다.

## 스타일

### 중국 붓 그림(수묵화) 스타일
수묵화(중국어: 水墨画, shuǐmòhuà)는 전통적인 중국 붓 그림의 한 형태로, 물과 먹만을 사용한다. 먹의 농도, 분포, 집중도를 달리해 풍부하고 분위기 있는 이미지를 만들어낸다. "먹이 곧 색이다(墨即是色)"라는 말은 먹의 농도 변화로 색의 변화를 표현한다는 의미다. "먹은 다섯 가지 색으로 나뉜다(墨分五色)"는 말은 얇은 먹을 겹겹이 쌓아 다양한 색조를 표현할 수 있음을 뜻한다.
이런 스타일은 실크처럼 매끄러운 피부 위에 ‘수묵화’ 타투로 생생하게 구현될 수 있다. 이 스타일에서는 한 가지 먹(주로 검정)의 농도만을 변화시켜 색조, 채도, 명도를 표현한다. 사실적인 정확성보다는 그림 전체의 "생동하는 기운(气韵生动)"과 창작자의 주관적 흥미를 강조한다. "형상을 통해 정신을 그린다(以形写神)"는 뜻처럼, 실물과 비실물의 경계에서 아름다움을 추구한다. 표현 대상은 우아하고 다양하며, 꽃, 풀, 물고기, 새, 해, 달, 별 등 자연 요소가 포함된다. 미국 타투 스타일의 과장이나 일본 타투 스타일의 강한 시각적 임팩트와 달리, 중국 붓 그림 타투는 서예의 힘과 붓 터치를 활용해 부드럽고 평화로우며 독특한 이미지를 만든다.
이런 스타일의 타투는 제작이 어렵고, 다른 기술이 필요하다. 수묵화는 안개처럼 경계가 뚜렷하지 않기 때문에, 다른 타투 스타일처럼 선을 따거나 윤곽을 그리고 색을 채우는 방식이 통하지 않는다. 따라서 타투이스트는 도안의 구조를 깊이 이해하고 높은 기술력을 갖춰야 한다.

### 중국 사실주의 화풍
중국 전통 사실주의 화풍은 사실성, 정확성, 치밀함, 정돈됨을 중시한다. 주로 세밀하고 엄격한 붓질로 선을 그어 형태를 정의하는 것이 특징이다. 일반적으로 중봉(中锋) 붓법이 사용된다. 이 스타일은 밝고, 차분하며, 우아하고, 색감이 통일되어 있으며, 중국 전통 색채의 미적 감각이 강하게 드러난다.
이런 스타일의 타투에서는 세밀한 붓질의 특징이 타투 도안에 적용된다. 정교하고 섬세한 화법이 타투의 디테일에 반영되며, 전통 회화의 구도와 인체 해부학적 이해가 타투 배치에 결합된다. 이 스타일은 타투이스트의 인내심과 세밀한 붓 터치 기술을 요구한다.

### 수채화 번짐(워터컬러 스플래시 잉크) 스타일
"수채화 번짐(수채화 포묵, 水彩泼墨)" 스타일은 예술적 개념에서는 중국 수묵화 스타일과 비슷하지만, 여러 색을 사용한다는 점에서 다르다. 이 스타일에서는 물을 이용해 색을 번지게 하고, 색을 겹겹이 쌓아 전통 수채화와 비슷한 특별한 효과를 낸다.

## 법률 및 규정
중국 법은 성인이 만 18세에 도달하고 완전한 민사 행위 능력이 있다면, 성인 문신에 대해 강제적인 규범을 두지 않는다. 법적으로 문신에 어떠한 제한도 없으며, 개인의 상황과 자발적 선택에 따라 완전히 결정된다. 그러나 징병, 정부 기관, 공공기관 등 일부 직장은 문신이 있는 사람을 채용하지 않는다.
인사부, 보건부, 국가공무원국이 공동으로 제정한 「공무원 채용을 위한 특별 신체검사 기준(시행)」 제4조에 따르면, 신체 조건에 특별한 요구가 있는 공무원은 문신이 있으면 자격이 없다. (문신이란 피부에 ‘점, 글자, 문양’ 등이 새겨진 경우를 말하며, 수술로 치료했더라도 여전히 문신 흉터가 뚜렷한 경우를 포함한다.) 또한, 공안부가 발행한 「공안 기관 인민 경찰 내부 관리 조례」(제4장 제37조)에서는 경찰관에게 ‘문신을 허용하지 않는다’ 고 명시하고 있다.
문신이 있는 시민은 특정 조건에서만 징병 대상이 될 수 있다. 국방부가 발행한 「시민 징병 신체검사 기준」(제1장 제11조)에 따르면, 얼굴이나 목에 문신이 있거나, 군복으로 가려지지 않는 신체 부위에 3cm를 초과하는 문신, 또는 신체 어느 부위든 10cm를 초과하는 문신이 있는 경우, 징병 대상이 될 수 없다.
스포츠 분야에서는 중국축구협회 국가대표팀 선수 관리규정(국가체육총국 개정)에서도 문신을 금지한다. “국가대표팀 및 U23 대표팀 선수는 새로운 문신을 해서는 안 된다. ... 문신이 있는 선수는 U20 대표팀 및 각급 국가대표팀에 선발될 수 없다.” 또한 기존 문신이 있는 선수에게는 문신을 제거하거나, 팀이 허락할 경우 훈련 및 경기 중 문신을 가릴 것을 권고한다.
국무원 산하 미성년자보호지도소조판공실이 발표한 「미성년자 문신 치료에 관한 업무지침」에 따르면, “중국 내 어떤 기업, 단체, 개인도 미성년자에게 문신 시술을 제공해서는 안 되며, 미성년자에게 문신을 강요하거나 유도하거나 주입해서도 안 된다. 또한 미성년자가 문신을 하도록 유도하는 내용을 담은 광고를 게재, 방송, 부착, 배포해서는 안 된다. 국가, 사회, 학교, 가정은 미성년자가 문신으로 인한 잠재적 피해를 충분히 이해하도록 교육하고, 자기보호 의식과 능력을 높여 합리적으로 문신을 거부할 수 있도록 도와야 한다. 미성년자의 보호자는 미성년자가 문신을 하려 할 때 즉시 만류해야 한다.”

## 참고 문헌
1. ↑  Reed, Carrie E. (2000). “Tattoo in Early China”. 《Journal of the American Oriental Society》 120 (3): 360–376. doi:10.2307/606008. JSTOR 606008.
2. ↑  网易 (2018년 10월 19일). “纹身在古代就有，为何说起纹身会让人想起黑恶势力，感到害怕呢”. 《www.163.com》. 2024년 5월 27일에 확인함.
3. ↑  Classic of Filial Piety ("身體髮膚，受之父母，不敢毀傷，孝之始也。").
4. ↑  History纪实 (2021년 1월 12일). “唐宋刺青有多“时髦”？本是一种残酷刑罚，却成为男儿的青春标志”. 《网易》. 2024년 5월 27일에 확인함.
5. ↑  Wei Guoku (魏国库) (1985). 《中国历代刑法浅谈》 [A brief talk on Criminal Law of Chinese Dynasties]. Jiangxi People's Publishing House. 65쪽.
6. ↑  Theobald, Ulrich (2016년 8월 27일). “Lüxing 呂刑”. 《www.chinaknowledge.de》 (영어). 2022년 12월 28일에 확인함.
7. ↑  Li Li (李力) (1997).  出土文物与先秦法制 [Unearthed cultural relics and the Pre-Qin legal system]. Elephant Publishing House. 62쪽. ISBN 9787534720567.
8. ↑  Qian Zongwu (钱宗武), 편집. (2017). 《Shang shu》. Beijing. ISBN 978-7-5013-6243-1. OCLC 1137027815.
9. ↑  주, 영봉 (2017년 2월). “RISS”. 《주영봉. "『홍길동전』과 『수호전』의 비교 연구." 국내석사학위논문 공주대학교 대학원, 2017. 충청남도》.
10. ↑  Falkenhausen, Lothar von (1996). “The Concept of Wen in the Ancient Chinese Ancestral Cult”. 《Chinese Literature: Essays, Articles, Reviews》 18: 1–22. doi:10.2307/495623. JSTOR 495623.
11. ↑  历史, 百家争鸣 (2019년 11월 19일). “断发文身是野蛮的行为？不存在的，这跟加冠和图腾崇拜一样” [Is hair cutting and tattooing barbaric? It doesn't exist. It's like crowning and totem worship]. 《Sina News》.
12. ↑  欧洲时报, 内参 (2017년 2월 5일). “你是否想拥有一个独一无二的"图腾"？” [Do you want to have a unique "totem"?]. 《NetEase》.
13. ↑  历史, 百家争鸣 (2019년 11월 19일). “断发文身是野蛮的行为？不存在的，这跟加冠和图腾崇拜一样” [Is hair cutting and tattooing barbaric? It doesn't exist. It's like crowning and totem worship]. 《Sina News》.
14. ↑  欧洲时报, 内参 (2017년 2월 5일). “你是否想拥有一个独一无二的"图腾"？” [Do you want to have a unique "totem"?]. 《NetEase》.
15. ↑  财经, 网 (2017년 2월 3일). “为什么中国社会普遍不认可纹身？” [Why do Chinese society generally disapprove of tattoos?]. 《Sohu》.
16. ↑  蛋壳, 花生 (2021년 9월 13일). “有纹身的人，其实更有文化？” [People with tattoos are actually more cultured?]. 《Tencent》.
17. ↑  财经, 网 (2017년 2월 3일). “为什么中国社会普遍不认可纹身？” [Why do Chinese society generally disapprove of tattoos?]. 《Sohu》.
18. ↑  财经, 网 (2017년 2월 3일). “为什么中国社会普遍不认可纹身？” [Why do Chinese society generally disapprove of tattoos?]. 《Sohu》.
19. ↑  知荐, 教育 (2022년 1월 17일). “什么是传统水墨画？看完这篇文章你就懂了” [What is traditional ink painting? You will understand after reading this article]. 《NetEase》.
20. ↑  刺青, 传媒 (2020년 5월 15일). “"国人的水墨风纹身图案"” [“Chinese people‘s Chinese Brush Painting style tattoo pattern”]. 《Sohu》.
21. ↑  当代, 国画 (2018년 6월 7일). “工笔画的由来” [The Origin of Gongbi Painting]. 《Sohu》.
22. ↑  靳, 建朋 (2020년 6월 1일). “中华人民共和国民法典” [Civil Code of the People's Republic of China]. 《Communist Party Network》.
23. ↑  “公务员录用体检特殊标准（试行）” [Special standards for medical examination for civil service recruitment (for trial implementation)]. 2014년 2월 7일.
24. ↑  “中华人民共和国公安部令” [Order of the Ministry of Public Security of the People's Republic of China]. 《State Council of the People's Republic of China》. 2021년 10월 28일.
25. ↑  甘肃, 消防 (2022년 8월 31일). “应征公民体格检查标准（摘要）及摘要” [Medical Examination Standards for Conscripted Citizens (Summary) and Summary]. 《Sohu》.
26. ↑  北京, 青年报 (2021년 12월 31일). “"国青国少拒收文身球员"具有风向标意义” ["National youth national youth rejects tattooed players" has a wind vane significance]. 《Sina News》.
27. ↑  北京, 青年报 (2021년 12월 31일). “"国青国少拒收文身球员"具有风向标意义” ["National youth national youth rejects tattooed players" has a wind vane significance]. 《Sina News》.
28. ↑  “国务院未成年人保护工作领导小组办公室印发《未成年人文身治理工作办法》” [The Office of the State Council Leading Group for the Protection of Minors issued the "Measures for the Governance of Minors' Tattoos]. 《Ministry of Civil Affairs of the People's Republic of China》. 2022년 6월 6일. 1면.